# Пашня (Костромская область)
Пашня — упразднённый посёлок в Нейском муниципальном округе Костромской области России. Исключен из учётных данных в 2025 году.

## География
Находится в центральной части Костромской области на расстоянии приблизительно 23 км на юго-запад по прямой от города Нея, административного центра округа.

## История
До 2021 года посёлок входил в состав Солтановского сельского поселения до его упразднения.

## Население
| 2008 | 2010 | 2014 |
| ---- | ---- | ---- |
| 0    | →0   | ↗1   |

Постоянное население составляло 5 человек в 2002 году (русские 100 %), 0 в 2022.